# Бари Хоукинс
Бари Хоукинс (на английски: Barry Hawkins) е професионален състезател по снукър. Роден е в Кент, Англия през 1979 г. и за пръв път се състезава професионално през 1996 г.
Бари влиза в топ 32 на световната ранглиста през сезон 2004/2005, след като достига до полуфинал на Откритото първенство на Уелс и достига до осминафиналите на още 3 състезания през предишния сезон.
През сезон 2005/2006 достига полуфиналите на Гран При и Откритото първенство на Уелс и побеждава Динг Джунхуи в квалификациите за Световното първенство. Тези успехи на Бари Хоукинс го вкарват в топ 16 на ранглистата за следващия сезон. След победата си над Динг Джунхуи в квалификациите Бари се класира за участие в основната схема на Световното първенство, където е пебеден от световния шампион за 1997 г. Кен Дохърти с резултат 10 на 1 фрейма.
Въпреки че Бари Хоукинс е левичар, той изпълнява някои от ударите изискващи механичен мост с дясна ръка.

## Сезон 2009/10
| Турнир                    | Резутат | Спечелени пари | Ранкинг точки | Най-голям брейк | 100+ брейк | 50+ брейк | Брой спечелени срещи |
| ------------------------- | ------- | -------------- | ------------- | --------------- | ---------- | --------- | -------------------- |
| Шанхай мастърс 2009       |         | £              |               |                 |            |           |                      |
| Гран При 2009             |         | £              |               |                 |            |           |                      |
| Британско първенство 2009 |         | £              |               |                 |            |           |                      |
| Мастърс 2010              |         | £              |               |                 |            |           |                      |
| Първенство на Уелс 2010   |         | £              |               |                 |            |           |                      |
| Първенство на Китай 2010  |         | £              |               |                 |            |           |                      |
| Световно първенство 2010  |         | £              |               |                 |            |           |                      |
| Общо                      |         | £              |               |                 |            |           |                      |